# Fort Ross
Fort Ross (em russo:  Форт-Росс) ou originalmente a Fortaleza de Ross foi um forte russo no norte da Califórnia, no Condado de Sonoma.
Foi fundado em 1812 pela Companhia Russo-Americana e vendido a John Sutter em 1841. Localizado a 80 quilômetros ao norte de São Francisco, era o ponto mais ao sul da América Russa. Este local único no que hoje é o Condado de Sonoma foi recentemente objeto de intensa pesquisa arqueológica e agora é um National Historic Landmark.
A única estrutura original remanescente no local é a Rotchev House, a residência oficial. A capela, dedicada à Santíssima Trindade, foi danificada pelo terremoto de São Francisco em 1906 e apenas parte da estrutura de madeira permaneceu. A capela foi reconstruída em 1916, mas pegou fogo em 1970. A atual capela foi reconstruída de forma idêntica.

## História
Essa colônia foi fundada em 1812, quando colonos russos do Alasca desceram para o sul em busca de terras cultiváveis. Os colonos russos se estabeleceram mais ao sul, porque as terras do Alasca não eram muito férteis e o abastecimento de alimentos era difícil ali. Esses colonos começaram se estabelecendo na Colúmbia Britânica, depois no estado de Washington e, finalmente, no Oregon e na Califórnia.
Essa instalação foi rapidamente um fracasso, na medida em que o novo governo americano, assim como os espanhóis, estando um pouco mais ao sul, opuseram-se ferozmente a ela. Os colonos russos estavam enfrentando escassez significativa de suprimentos e a economia dessa colônia estava muito centrada no comércio de peles. Devido a esse contexto difícil, a colônia foi vendida para John Sutter em 1841.
As expedições russas à América do Norte foram interrompidas com a venda do Alasca pelo Império Russo aos Estados Unidos em 1867.